# Brianne Theisen-Eaton
Brianne Theisen-Eaton (* 18. Dezember 1988 in Humboldt, Saskatchewan als Brianne Theisen) ist eine ehemalige kanadische Leichtathletin.

## Leben
Theisen wuchs in Humboldt als Tochter einer deutschstämmigen Familie auf. Schon während der Schulzeit entdeckte sie ihre Leidenschaft für den Sport und nahm an Leichtathletik-Juniorenweltmeisterschaften teil. Durch ein Sportlerstipendium erhielt sie 2007 die Möglichkeit, Verwaltungswissenschaft an der University of Oregon in Eugene zu studieren, ihre Karriere führte sie dabei fort.
In Berlin erreichte sie bei den Weltmeisterschaften 2009 den fünfzehnten Platz. Den Wettkampf der Siebenkämpferinnen im Rahmen der Olympischen Spiele 2012 in London konnte sie als Elftplatzierte abschließen. Bei den Weltmeisterschaften 2013 in Moskau erlangte sie die Silbermedaille. Sie erreichte 6530 Punkte, 56 weniger als die Siegerin Hanna Melnytschenko. Damit stellte sie zudem eine neue persönliche Bestleistung auf.
Bei den Hallenweltmeisterschaften 2014 in Sopot gewann sie hinter Nadine Broersen die Silbermedaille im Fünfkampf. Bei den Commonwealth Games im selben Jahr holte sie mit 6597 Punkten Gold im Siebenkampf.
Am 30./31. Mai 2015 stellte Theisen-Eaton beim Mehrkampf-Meeting Götzis mit 6808 Punkten einen neuen Landesrekord auf. Bei den Weltmeisterschaften 2015 in Peking wurde Theisen-Eaton als Goldfavoritin gehandelt, konnte dem jedoch nicht gerecht werden und erreichte durch einen guten 800-Meter-Lauf noch die Silbermedaille, nachdem sie zuvor auf dem dritten Zwischenrang gelegen hatte.
Bei den Olympischen Spielen 2016 in Rio de Janeiro gewann sie mit 6653 Punkten die Bronzemedaille.
Anfang des Jahres 2017 erklärten sie und ihr Ehemann gemeinsam ihren Rücktritt. Als Grund gaben sie fehlende sportliche Ziele an.

## Persönliches
Während der Studienzeit lernte sie ihren späteren Ehemann Ashton Eaton kennen, den sie im Juli 2013 heiratete. Zusammen mit ihm wohnt sie in Eugene.